# Ойцув

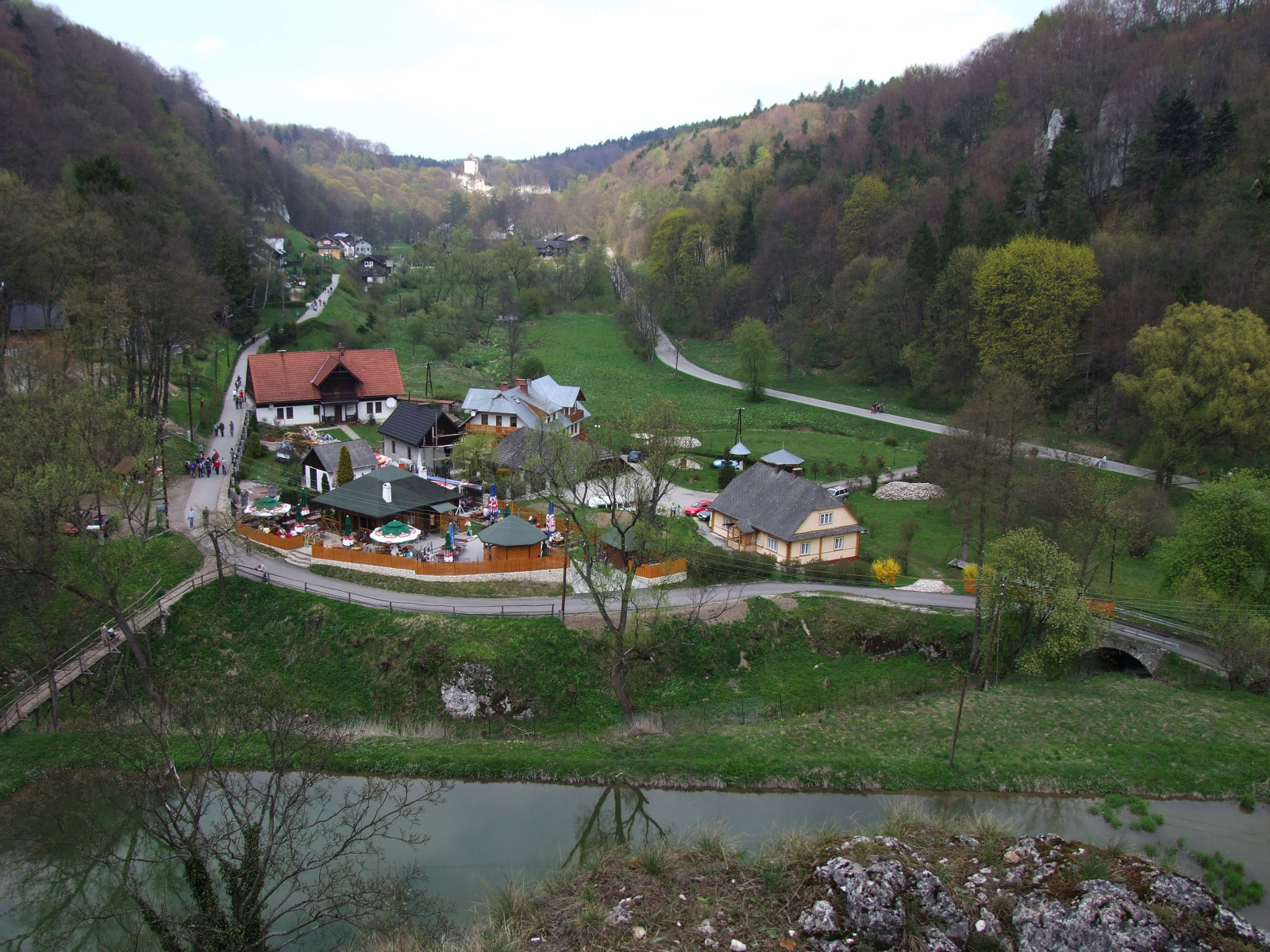
Вид села Ойцув

О́йцув (пол. Ojców) — село в Польше, находящееся в гмине Скала Краковского повята Малопольского воеводства.

## География
Ойцув находится на Краковско-Ченстоховской возвышенности в долине Прондника на туристическом маршруте Путь Орлиных Гнёзд в 4 км от административного центра сельской гмины города Скала и в 18 км от административного центра воеводства города Краков.

## История
Первые сведения о селе Ойцув относятся к 1370 году. В средние века развитие села зависело от находящегося поблизости небольшого замка. С середины XIX века село приобрело статус курорта. Этот статус сохранялся до 1966 года.
С 1975 по 1998 год село входило в Краковское воеводство.
В настоящее время в Ойцуве находится администрация Ойцовского национального парка.

## Население
По состоянию на 2013 год в селе проживало 235 человека.
| 2008 | 2013 |
| ---- | ---- |
| 220  | 235  |

| Перепись  | Всего   | Всего | Женщины | Женщины | Мужчины | Мужчины |
| --------- | ------- | ----- | ------- | ------- | ------- | ------- |
| Единицы   | человек | %     | человек | %       | человек | %       |
| Население | 235     | 100   | 71      | 30,21   | 164     | 69,79   |

## Достопримечательности
Памятники культуры Малопольского воеводства:
- Часовня «На Воде»;
- Руины замка второй половины XIV века.
- Деревянные дома на территории села в так называемом «швейцарском стиле»

Другие достопримечательности:
- Ойцовский национальный парк;
- Музей Ойцовского национального парка с деревянными зданиями гостиниц «Pod Łokietkiem» (1860) и «Pod Kazimierzem» (1885);
- «Парк здоровья», основанный в конце XIX века;
- Этнографический музей, находящийся в вилле «Bazar Warszawski»;
- Пещера «Чемна» и пещера «Локетка»;
- Краковские ворота — скальное образование;
- Долина Сосповска;

## Известные жители и уроженцы
- Залуский, Юзеф Бонавентура (1787—1866) — участник ноябрьского восстания, адъютант Александра I и Николая I.